# Elvis Costello

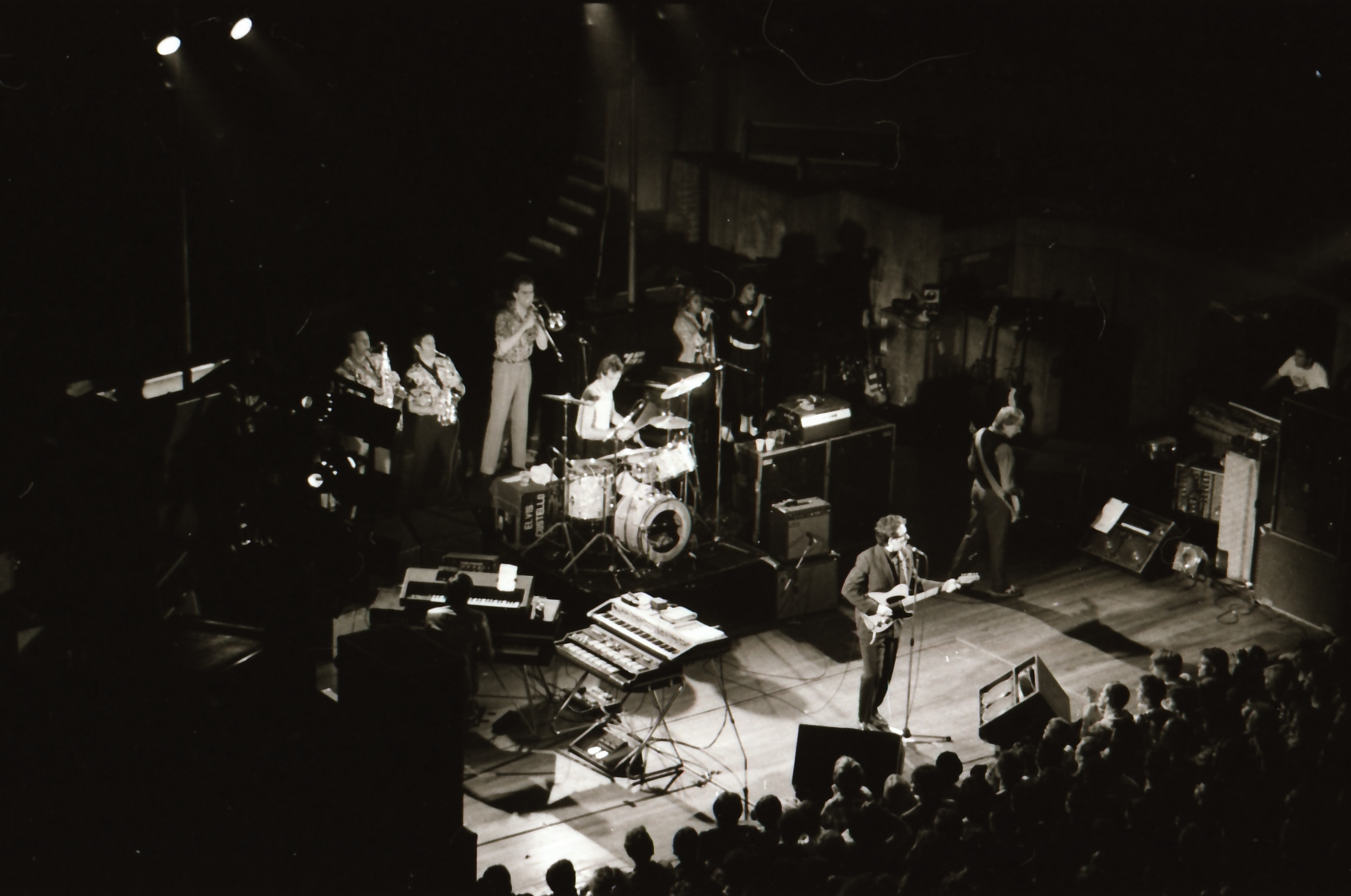
Elvis Costello and the Attractions in muziekcentrum Vredenburg, Utrecht (11 november 1986)

Declan Patrick MacManus (Paddington (Londen), 25 augustus 1954), beter bekend als Elvis Costello, is een Brits muzikant, zanger en liedjesschrijver van Ierse afkomst. 
Hij heeft zijn geboortenaam later volledig aangepast. Zijn huidige voornaam is een vernoeming naar Elvis Presley; zijn achternaam verwijst naar de artiestennaam die zijn vader ook hanteerde, Day Costello.

## Carrière

### 1977-1979

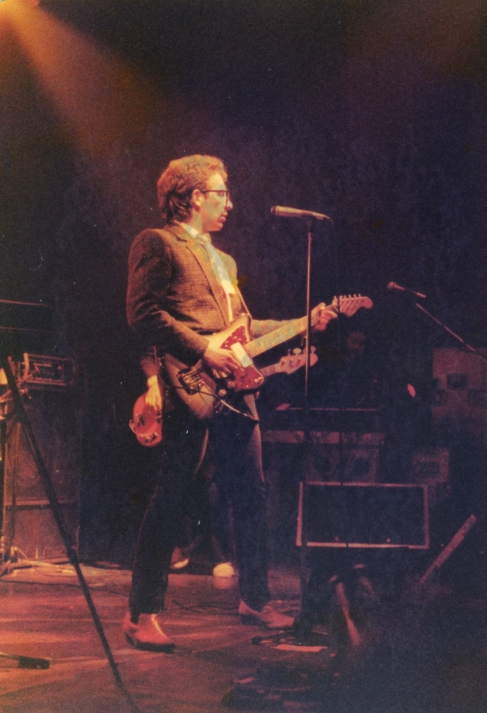
Elvis Costello, 1979

Costello werkte midden jaren zeventig als computerprogrammeur en trad in folkclubs op als D.P. Costello en was daarmee een vroeg lid van de pubrockscene in Londen. 
In 1977 verscheen zijn eerste eigen album, My Aim Is True, dat nog werd opgenomen met muzikanten van de Amerikaanse band Clover (voorloper van Huey Lewis and the News). 
Daarna kreeg Costello een vaste begeleidingsband: The Attractions, bestaande uit bassist Bruce Thomas, toetsenist Steve Nieve en drummer Pete Thomas. Op de albums This Year's Model (1978) en Armed Forces (1979) veranderde zijn stijl in punkrock en new wave; Chelsea, Radio Radio, Oliver's Army en Accidents Will Happen werden hits.

### 1980-1981
Met het soulgetinte Get Happy (1980) begon een zoektocht naar een eigen geluid; dit album werd voorafgegaan door de Sam & Dave-cover I Can't Stand Up For Falling Down die oorspronkelijk op het 2 Tone-label van zijn favoriete skaband The Specials zou verschijnen, maar Warner wist dat via juridische stappen te voorkomen. Uiteindelijk werden de reeds geperste exemplaren gewilde verzamelobjecten.
In 1981 toog Costello naar Nashville om het met covers gevulde country-album Almost Blue op te nemen; John McFee, oud-Clover-gitarist en inmiddels lid van de Doobie Brothers, verleende zijn medewerking. Good year for the roses werd een hit.

### 1982-1986
In 1982 verscheen Imperial Bedroom waarop Costello voor het eerst sinds zijn debuut met een andere producer (Geoff Emerick) samenwerkte dan Nick Lowe; dit album zou pas later als meesterwerk worden erkend. Verder schreef Costello dat jaar Shipbuilding voor Robert Wyatt. Op dit nummer, dat een aanklacht is tegen de Falklandoorlog, speelde ook Madness-bassist Mark Bedford mee. Als tegenprestatie ging Costello begin 1983 de studio in met de nutty boys om een nieuwe versie op te nemen van hun hit Tomorrow's (Just Another Day). Clive Langer en Alan Winstanley, de vaste producers van Madness, werden vervolgens ingeschakeld voor het album Punch the Clock dat Costello's eigen versie van Shipbuilding bevat met een trompetsolo van Chet Baker. De hit van het album was Everyday I Write The Book, volgens eigen zeggen een mislukte Smokey Robinson-pastiche. De samenwerking met Langer en Winstanley werd voortgezet op Goodbye Cruel World dat net als Punch The Clock een voller, gepolijster geluid liet horen. Critici (maar ook Costello zelf) beschouwden het daardoor als de slechtste plaat in zijn algehele oeuvre. 
Na een korte rustpauze en een optreden op Live Aid bracht Costello in 1986 twee albums uit; King of America (solo; geproduceerd door T Bone Burnett) en Blood & Chocolate (met de Attractions; deels geproduceerd door Nick Lowe). Laatstgenoemde bracht de hit I Want You voort. Het leidde echter ook tot de dreiging van een rechtszaak, omdat het hoesontwerp op de verpakking van een chocoladereep van Cadbury plc leek. 
Tijdens een concert in Nederland werd Freek de Jonge als gast uitgenodigd.

### 1989-1996
Daarna ging Costello een songschrijversverband aan met Paul McCartney; de meeste nummers verschenen in 1989 op de respectievelijke albums Spike van Costello en Flowers In The Dirt van McCartney. De rest belandde in 1991 op Mighty Like A Rose; op dit album liet Costello zich begeleiden door The Rude 5 met o.a. pianist Derek The Draw Hussey, de latere plaatsvervanger van Ian Dury bij de Blockheads.
In 1992 schreef Costello alle nummers voor het solo-album van Transvision Vamp-zangeres Wendy James en werkte hij met het Brodsky Quartet aan The Juliet Letters; beiden verschenen in 1993.
Tussen 1994 en 1996 werkte Costello weer samen met de Attractions; Brutal Youth bracht de sound van This Year's Model en Armed Forces in herinnering, maar van 'terug naar de basis'  wilde Costello niets weten. In 1995 verscheen het coveralbum Kojak Variety, met onder andere een cover van James Carrs Pouring Water On A Drowning Man; de opnamen voor het album waren al in 1989 begonnen. In 1996 volgde All This Useless Beauty met eigen interpretaties van songs die hij voor anderen schreef.

### 1998-heden
Daarna werkte hij ook samen met Anne Sofie von Otter en Burt Bacharach, en nam hij Charles Aznavours She op als titelsong voor de film Notting Hill; het bereikte een hoge notering in de hitlijsten.
In 2004 liet hij zich op het North Sea Jazz Festival begeleiden door het Metropole Orkest. Zijn affiniteit met klassieke muziek komt ook tot uiting in het feit dat hij sinds kort albums uitbrengt op het befaamde klassieke platenlabel Deutsche Grammophon. In 2005 schreef Costello een opera over het leven van de Deense sprookjesschrijver Hans Christian Andersen in opdracht van de Royal Danish Opera in Kopenhagen.
In 2006 verscheen The River In Reverse, een samenwerkingsalbum met producer en songschrijver Allen Toussaint.
In 2007 werd Costello tijdens een benefietconcert met Clover herenigd om nummers van My Aim Is True te spelen.
In 2010 verscheen het album National Ransom. In 2015 bracht Costello zijn memoires uit. 
In 2017 vierde Costello het 35-jarig jubileum van Imperial Bedroom door veel nummers van dit album te spelen.
Begin juli 2018 trapte hij in de tuin van Paleis Soestdijk de derde editie van Royal Park Live af en maakte de 63-jarige zanger bekend dat hij was geopereerd aan kanker en dat hij zijn Europese concertreeks moest annuleren.
In juni 2020 verscheen de single No Flag.

## Persoonlijk leven
Costello is getrouwd met de jazz-zangeres en pianiste Diana Krall. Dit huwelijk, dat in december 2006 een tweeling voortbracht, is zijn derde. 
Na zijn eerste echtscheiding in 1984 was Costello van 1986 tot 2003 getrouwd met Caitlín O'Riordan. Zij was destijds de bassiste van The Pogues, voor wie hij destijds het album Rum, Sodomy and the Lash produceerde.

## Discografie

### Albums
| Album met eventuele hitnotering(en) in de Nederlandse Album Top 100 | Datum van verschijnen | Datum van binnenkomst | Hoogste positie | Aantal weken | Opmerkingen                          |
| ------------------------------------------------------------------- | --------------------- | --------------------- | --------------- | ------------ | ------------------------------------ |
| My aim is true                                                      | 22-07-1977            | 22-10-1977            | 37              | 5            |                                      |
| This year's model                                                   | 17-03-1978            | 08-04-1978            | 18              | 10           |                                      |
| Live at the El Mocambo                                              | 1978                  | -                     |                 |              | Livealbum                            |
| Armed forces                                                        | 05-01-1979            | 20-01-1979            | 11              | 16           | met The Attractions                  |
| Get happy!!                                                         | 1980                  | 01-03-1980            | 25              | 7            | met The Attractions                  |
| Taking liberties                                                    | 11-1980               | -                     |                 |              | met The Attractions / Verzamelalbum  |
| Ten bloody marys & Ten how's your fathers                           | 07-11-1980            | -                     |                 |              | met The Attractions / Verzamelalbum  |
| Trust                                                               | 23-01-1981            | -                     |                 |              | met The Attractions                  |
| Almost blue                                                         | 23-10-1981            | 28-11-1981            | 14              | 12           | met The Attractions                  |
| Imperial bedroom                                                    | 02-07-1982            | 24-07-1982            | 38              | 7            | met The Attractions                  |
| Punch the clock                                                     | 05-08-1983            | 20-08-1983            | 24              | 6            | met The Attractions                  |
| Goodbye cruel world                                                 | 18-06-1984            | 07-07-1984            | 41              | 6            | met The Attractions                  |
| The man - The best of Elvis Costello                                | 04-1985               | -                     |                 |              | Verzamelalbum                        |
| The best of Elvis Costello & the Attractions                        | 1985                  | -                     |                 |              | met The Attractions / Verzamelalbum  |
| King of America                                                     | 21-02-1986            | 12-03-1986            | 24              | 10           | als The Costello Show                |
| Blood & chocolate                                                   | 15-09-1986            | 27-09-1986            | 11              | 16           | met The Attractions                  |
| Out of our idiot                                                    | 04-12-1987            | -                     |                 |              | Verzamelalbum                        |
| Spike                                                               | 14-02-1989            | 18-02-1989            | 13              | 19           |                                      |
| Girls girls girls                                                   | 10-1989               | -                     |                 |              | Verzamelalbum                        |
| The best of Elvis Costello and the Attractions                      | 1990                  | -                     |                 |              | met The Attractions / Verzamelalbum  |
| Mighty like a rose                                                  | 14-05-1991            | 25-05-1991            | 34              | 13           |                                      |
| G.B.H.                                                              | 07-1991               | -                     |                 |              | met Richard Harvey / Soundtrack      |
| The Juliet letters                                                  | 19-01-1993            | 06-02-1993            | 36              | 13           | met Brodsky Quartet                  |
| 2½ Years                                                            | 12-10-1993            | -                     |                 |              | Boxset                               |
| Brutal youth                                                        | 08-03-1994            | 19-03-1994            | 31              | 9            |                                      |
| The very best of Elvis Costello and the Attractions 1977-86         | 25-10-1994            | -                     |                 |              | met The Attractions / Verzamelalbum  |
| Kojak variety                                                       | 09-05-1995            | -                     |                 |              |                                      |
| Deep dead blue                                                      | 14-08-1995            | -                     |                 |              | Livealbum                            |
| Jake's progress                                                     | 06-11-1995            | -                     |                 |              | met Richard Harvey / Soundtrack      |
| All this useless beauty                                             | 14-05-1996            | -                     |                 |              | met The Attractions                  |
| Costello & Nieve                                                    | 03-12-1996            | -                     |                 |              | met Steve Nieve / Livealbum          |
| Terror & magnificence                                               | 13-05-1997            | -                     |                 |              | met John Harle                       |
| Extreme honey                                                       | 21-10-1997            | -                     |                 |              | Verzamelalbum                        |
| Painted from memory                                                 | 29-09-1998            | 17-10-1998            | 34              | 29           | met Burt Bacharach                   |
| The very best of Elvis Costello                                     | 02-08-1999            | 02-10-1999            | 11              | 16           | Verzamelalbum                        |
| The sweetest punch                                                  | 21-09-1999            | -                     |                 |              | met Bill Frisell                     |
| For the stars                                                       | 10-04-2001            | 05-05-2001            | 80              | 3            | met Anne Sofie von Otter             |
| When I was cruel                                                    | 23-04-2002            | 27-04-2002            | 34              | 4            |                                      |
| Cruel smile                                                         | 01-10-2002            | -                     |                 |              | Verzamelalbum                        |
| North                                                               | 23-09-2003            | 27-09-2003            | 56              | 7            |                                      |
| The delivery man                                                    | 21-09-2004            | 25-09-2004            | 65              | 4            | met The Imposters                    |
| Il sogno                                                            | 21-09-2004            | -                     |                 |              |                                      |
| Piano jazz                                                          | 2005                  | -                     |                 |              | met Marian McPartland                |
| The river in reverse                                                | 06-06-2006            | 03-06-2006            | 61              | 3            | met Allen Toussaint                  |
| My flame burns blue                                                 | 28-02-2006            | 16-09-2006            | 68              | 1            | met The Metropole Orkest / Livealbum |
| The best of Elvis Costello: The first 10 years                      | 01-05-2007            | -                     |                 |              | Verzamelalbum                        |
| Rock and roll music                                                 | 01-05-2007            | -                     |                 |              | Verzamelalbum                        |
| Momofuku                                                            | 22-04-2008            | -                     |                 |              | met The Imposters                    |
| Secret, profane & sugarcane                                         | 09-06-2009            | -                     |                 |              |                                      |
| Live at Hollywood High                                              | 12-01-2010            | -                     |                 |              | Livealbum                            |
| National ransom                                                     | 25-10-2010            | -                     |                 |              |                                      |
| The return of the spectacular spinning songbook!!!                  | 03-03-2012            | -                     |                 |              | met The Imposters / Livealbum        |
| Wise Up Ghost and Other Songs                                       | 17-09-2013            | -                     |                 |              | met The Roots                        |
| Look Now                                                            | 12-10-2018            | -                     |                 |              | met The Imposters                    |

| Album met hitnotering(en) in de Vlaamse Ultratop 200 albums | Datum van verschijnen | Datum van binnenkomst | Hoogste positie | Aantal weken | Opmerkingen                   |
| ----------------------------------------------------------- | --------------------- | --------------------- | --------------- | ------------ | ----------------------------- |
| The very best of Elvis Costello                             | 1999                  | 09-10-1999            | 48              | 1            | Verzamelalbum                 |
| When I was cruel                                            | 2002                  | 27-04-2002            | 14              | 4            |                               |
| North                                                       | 2003                  | 27-09-2003            | 12              | 7            |                               |
| The delivery man                                            | 2004                  | 02-10-2004            | 31              | 5            | met The Imposters             |
| The river in reverse                                        | 2006                  | 10-06-2006            | 15              | 7            | met Allen Toussaint           |
| Momofuku                                                    | 2008                  | 24-05-2008            | 49              | 4            | met The Imposters             |
| Secret, profane & sugarcane                                 | 2009                  | 13-06-2009            | 39              | 4            |                               |
| National ransom                                             | 2010                  | 30-10-2010            | 38              | 4            |                               |
| The return of the spectacular spinning songbook!!!          | 2012                  | 14-04-2012            | 73              | 5            | met The Imposters / Livealbum |

### Singles
| Single met eventuele hitnotering(en) in de Nederlandse Top 40 | Datum van verschijnen | Datum van binnenkomst | Hoogste positie | Aantal weken | Opmerkingen                                                     |
| ------------------------------------------------------------- | --------------------- | --------------------- | --------------- | ------------ | --------------------------------------------------------------- |
| Watching the Detectives                                       | 1977                  | 26-11-1977            | tip14           | -            |                                                                 |
| (I Don't Want to Go to) Chelsea                               | 1978                  | 18-03-1978            | tip16           | -            | met The Attractions                                             |
| Oliver's Army                                                 | 1979                  | 21-04-1979            | 31              | 4            | Nr. 32 in de Single Top 100                                     |
| Good Year for the Roses                                       | 1981                  | 21-11-1981            | 14              | 7            | Nr. 11 in de Single Top 100                                     |
| I Want You                                                    | 1986                  | 15-11-1986            | 15              | 7            | met The Attractions / Nr. 25 in de Single Top 100 / Alarmschijf |
| Veronica                                                      | 1989                  | 11-03-1989            | tip11           | -            | Nr. 54 in de Single Top 100                                     |
| So like Candy                                                 | 1991                  | 10-08-1991            | tip15           | -            | Nr. 66 in de Single Top 100                                     |
| This House Is Empty Now                                       | 1998                  | 19-12-1998            | tip6            | -            | met Burt Bacharach / Nr. 51 in de Single Top 100                |
| She                                                           | 1999                  | 07-08-1999            | tip10           | -            | Nr. 49 in de Single Top 100                                     |

| Single met hitnotering(en) in de Vlaamse Ultratop 50 | Datum van verschijnen | Datum van binnenkomst | Hoogste positie | Aantal weken | Opmerkingen                 |
| ---------------------------------------------------- | --------------------- | --------------------- | --------------- | ------------ | --------------------------- |
| Good year for the roses                              | 1981                  | -                     |                 |              | Nr. 17 in de Radio 2 Top 30 |
| Don't Let Me Be Misunderstood                        | 1986                  | -                     |                 |              | Nr. 24 in de Radio 2 Top 30 |

### NPO Radio 2 Top 2000
| Nummers met noteringen in de NPO Radio 2 Top 2000 | '99  | '00 | '01 | '02 | '03 | '04 | '05  | '06  | '07  | '08  | '09  | '10  | '11  | '12  | '13  | '14  | '15  | '16  | '17  | '18 | '19 | '20 | '21 | '22 | '23  | '24  |
| ------------------------------------------------- | ---- | --- | --- | --- | --- | --- | ---- | ---- | ---- | ---- | ---- | ---- | ---- | ---- | ---- | ---- | ---- | ---- | ---- | --- | --- | --- | --- | --- | ---- | ---- |
| Good Year for the Roses                           | 1002 | 750 | 776 | 791 | 739 | 827 | 878  | 821  | 1021 | 830  | 1235 | 964  | 1328 | 1570 | 1419 | 1538 | 1486 | 1729 | 1934 | -   | -   | -   | -   | -   | -    | -    |
| I Want You                                        | 148  | 200 | 289 | 140 | 161 | 154 | 160  | 181  | 239  | 168  | 285  | 220  | 297  | 352  | 302  | 297  | 406  | 434  | 465  | 564 | 712 | 793 | 849 | 974 | 1027 | 1048 |
| Oliver's Army                                     | -    | -   | -   | -   | -   | -   | 1628 | 1882 | 1727 | 1947 | 1700 | 1773 | 1923 | -    | 1927 | -    | -    | -    | -    | -   | -   | -   | -   | -   | -    | -    |
| She                                               | -    | -   | -   | -   | 313 | 283 | 244  | 275  | 276  | 307  | 304  | 231  | 293  | 328  | 270  | 266  | 319  | 369  | 362  | 467 | 464 | 487 | 548 | 599 | 604  | 621  |

1. ↑  Een '-' betekent dat het nummer niet was genoteerd en een vetgedrukt getal geeft de hoogste notering van een nummer aan.

### Dvd's
| Dvd's met hitnoteringen in de Nederlandse DVD Music Top 30 | Datum van verschijnen | Datum van binnenkomst | Hoogste positie | Aantal weken | Opmerkingen |
| ---------------------------------------------------------- | --------------------- | --------------------- | --------------- | ------------ | ----------- |
| Detour - Live at Liverpool Philharmonic hall               | 2016                  | 27-02-2016            | 21              | 6            |             |